# Mercedes-Benz Classe S (Type 223)
La septième génération de Mercedes Classe S est présentée en septembre 2020 pour une commercialisation fin 2020.

## Historique
Le 2 septembre 2020, Mercedes-Benz dévoile sa nouvelle génération de Classe S.
Cette nouvelle Classe S (code interne W223) revoit son design intérieur ainsi que l'extérieur. Les feux avant sont ovales et ceux arrière sont allongés. Les phares à projection numérique peuvent séparer la lumière afin de ne pas éblouir les conducteurs venant en sens inverse. Ceux-ci peuvent également diffuser des pictogrammes lorsqu'un danger est détecté par le véhicule.
À l'intérieur, la planche de bord est équipée d'une tablette tactile verticale de 11,9 pouces de série et une option écran OLED de 12,8 pouces similaire à celle de la Tesla Model S. Le bloc d'instrumentation de 12,3 pouces est reconduit.
En novembre 2020, Maybach présente sa version de la nouvelle Classe S de Mercedes-Benz. Elle profite d'un empattement allongé de 18 cm par rapport à la Classe S Limousine, dont l'empattement est déjà allongé de 11 cm par rapport à la Classe S « de départ ».

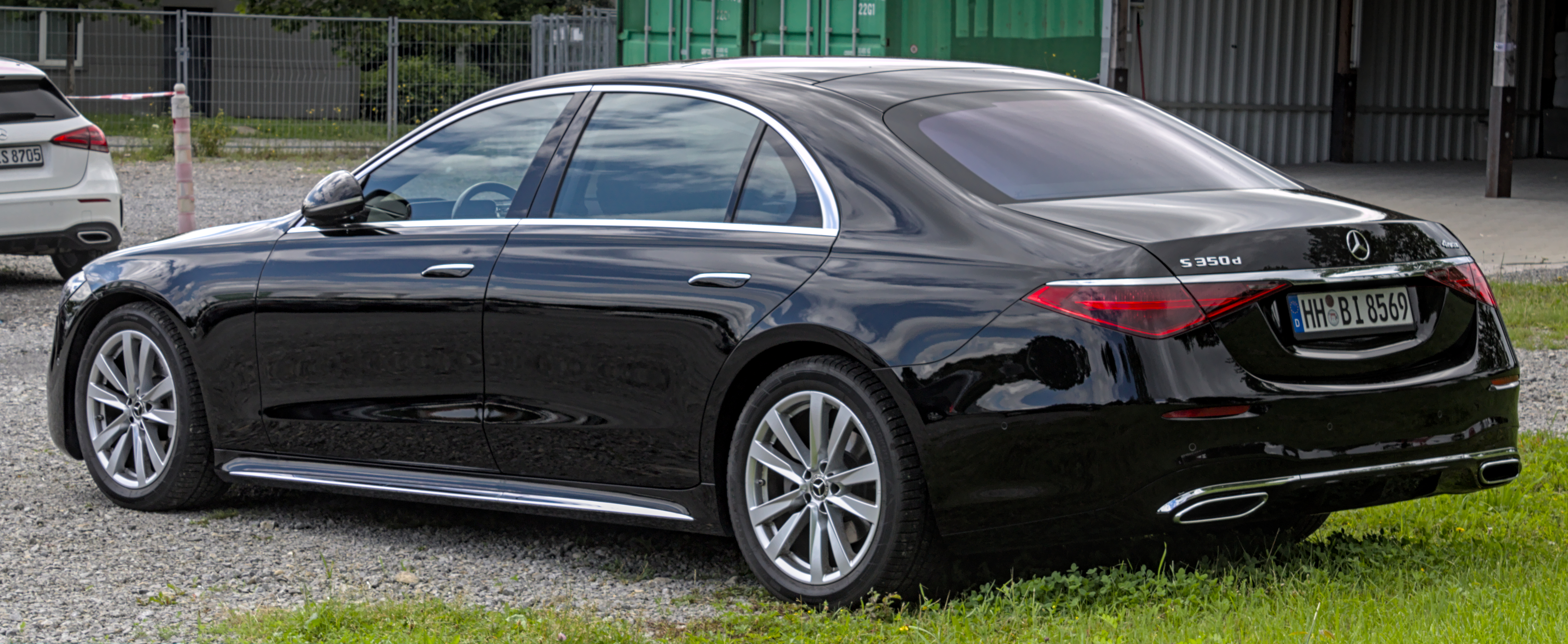
Vue arrière.
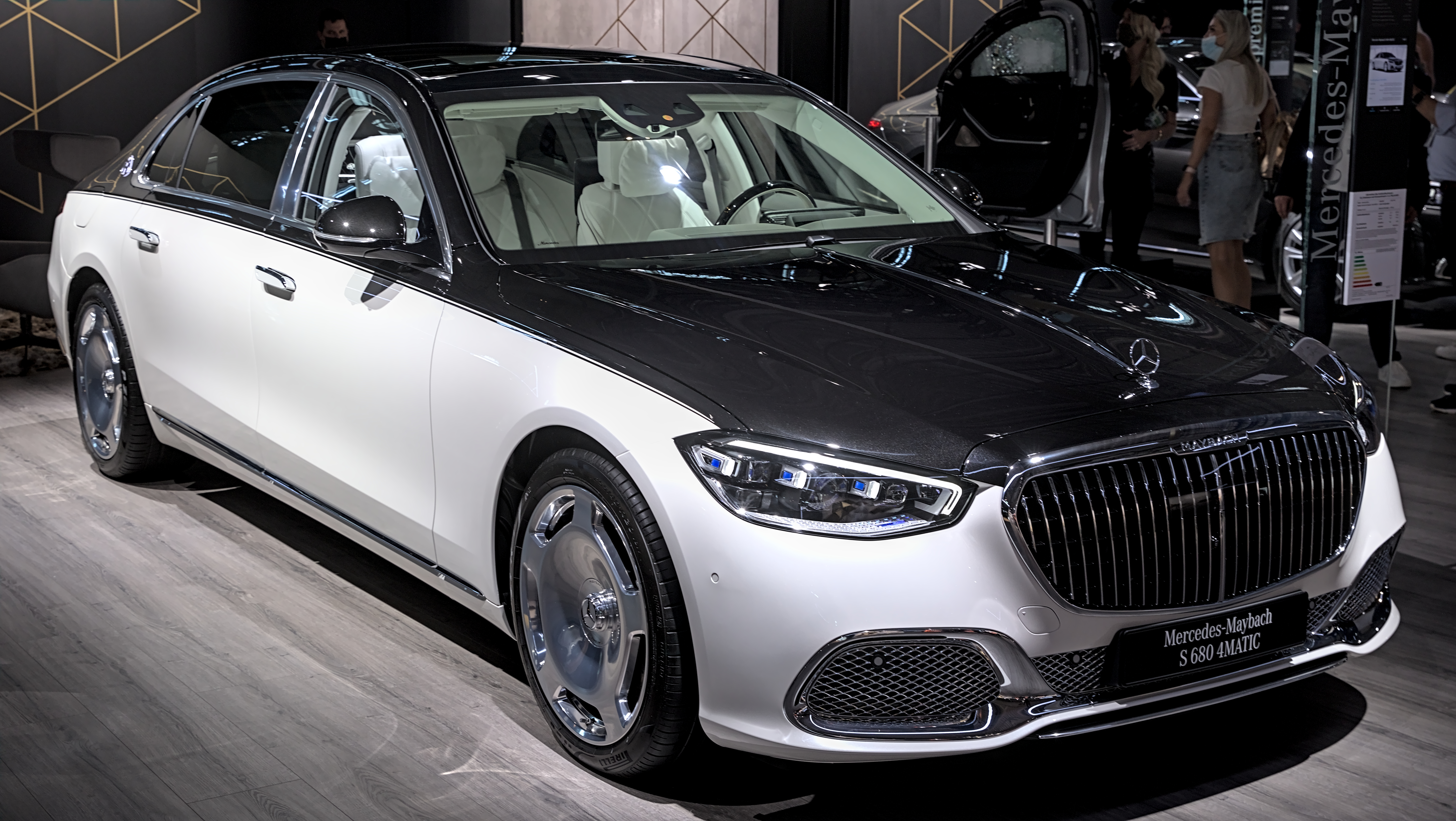
Mercedes-Maybach Classe S 680.
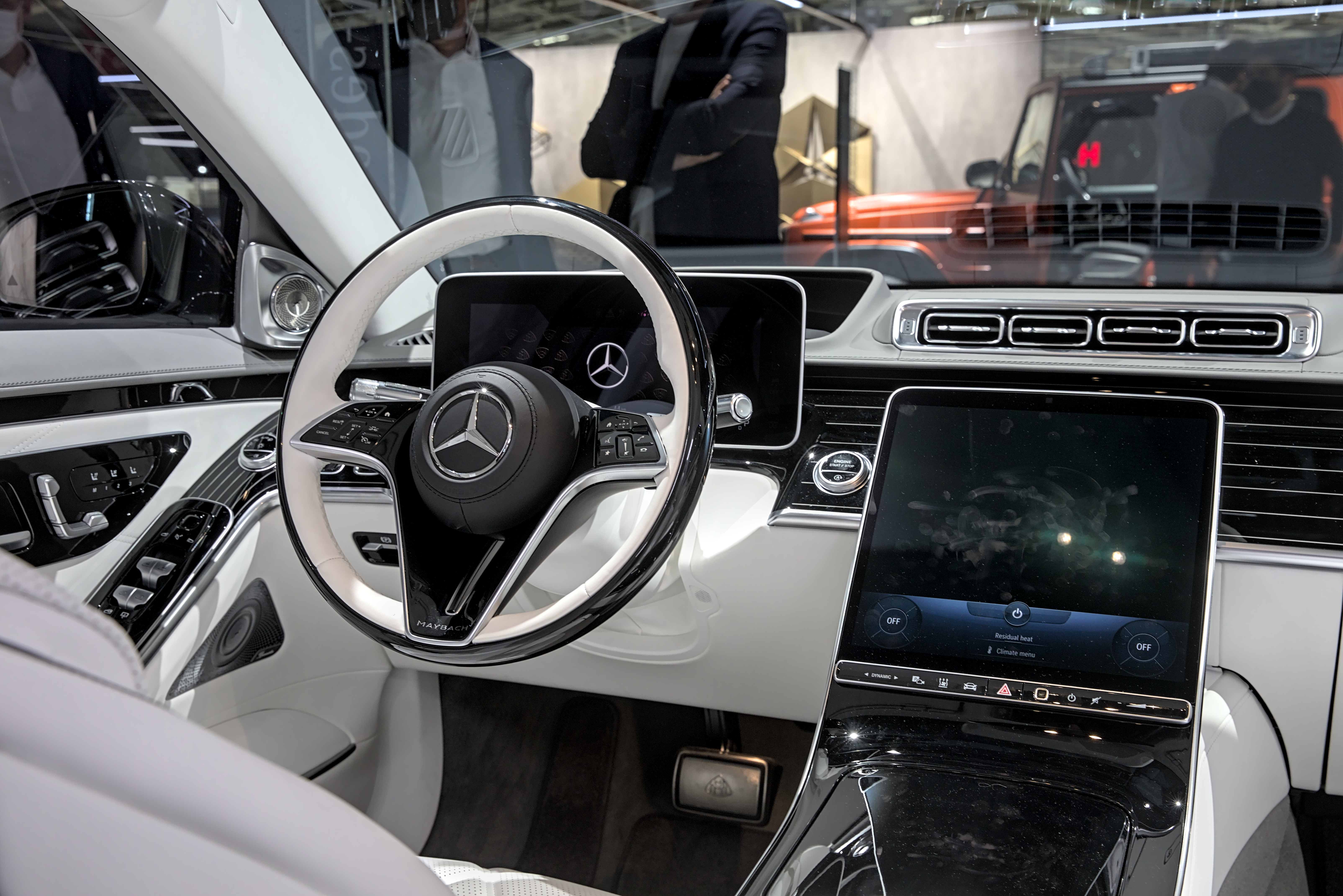
Intérieur.

## Motorisations
Cette Classe S reçoit des moteurs essence et diesel. Elle recevra une version hybride essence rechargeable en 2021.
| Logo de Mercedes-Benz                 | S 450 4Matic         | S 500 4Matic         | S 580 4Matic     | S 680 4Matic      | S 350d               | S 350d 4Matic        | S 400d 4Matic        |
| ------------------------------------- | -------------------- | -------------------- | ---------------- | ----------------- | -------------------- | -------------------- | -------------------- |
| Moteur                                | 6-cylindres en ligne | 6-cylindres en ligne | 8-cylindres en V | 12-cylindres en V | 6-cylindres en ligne | 6-cylindres en ligne | 6-cylindres en ligne |
| Code moteur                           | M 256                | M 256                | M 176            | M 279             | OM 656               | OM 656               | OM 656               |
| Cylindrée (cm³)                       | 2 999                | 2 999                | 3 998            | 5 980             | 2 925                | 2 925                | 2 925                |
| Puissance maximale ch (kW)            | 367 (270)            | 435 (320)            | 503 (370)        | 612 (450)         | 286 (210)            | 286 (210)            | 330 (243)            |
| au régime de (tr/min)                 |                      |                      |                  |                   |                      |                      |                      |
| Couple maximal (N m)                  | 500                  | 520                  |                  | 830               | 600                  | 600                  | 700                  |
| au régime de (tr/min)                 |                      |                      |                  |                   |                      |                      |                      |
| Boîte de vitesses                     | 9G-Tronic            | 9G-Tronic            | 9G-Tronic        | 9G-Tronic         | 9G-Tronic            | 9G-Tronic            | 9G-Tronic            |
| Transmission                          | Intégrale            | Intégrale            | Intégrale        | Intégrale         | Propulsion           | Intégrale            | Intégrale            |
| Vitesse maximale (km/h)               | 250                  | 250                  | 250              | 250               | 250                  | 250                  | 250                  |
| 0 à 100 km/h (en s)                   | 5.1                  | 4.9                  |                  |                   | 6.4                  | 6.2                  | 5.4                  |
| Consommation mixte (en l/100 km) NEDC | 7.8-8.4              | 7.8-8.4              |                  |                   | 6.2-6.7              | 6.4-6.9              | 6.5-7.0              |
| Émissions de CO2 (en g/km) NEDC       | 178-191              | 179-192              |                  |                   | 163-176              | 168-183              | 171-186              |
| Consommation mixte (en l/100 km) WLTP | 7.8-9.5              | 8.0-9.5              |                  |                   | 6.4-7.7              | 6.6-8.0              | 6.7-8.0              |
| Émissions de CO2 (en g/km) WLTP       | 178-215              | 181-216              |                  |                   | 169-204              | 172-211              | 175-211              |

## Spécificités

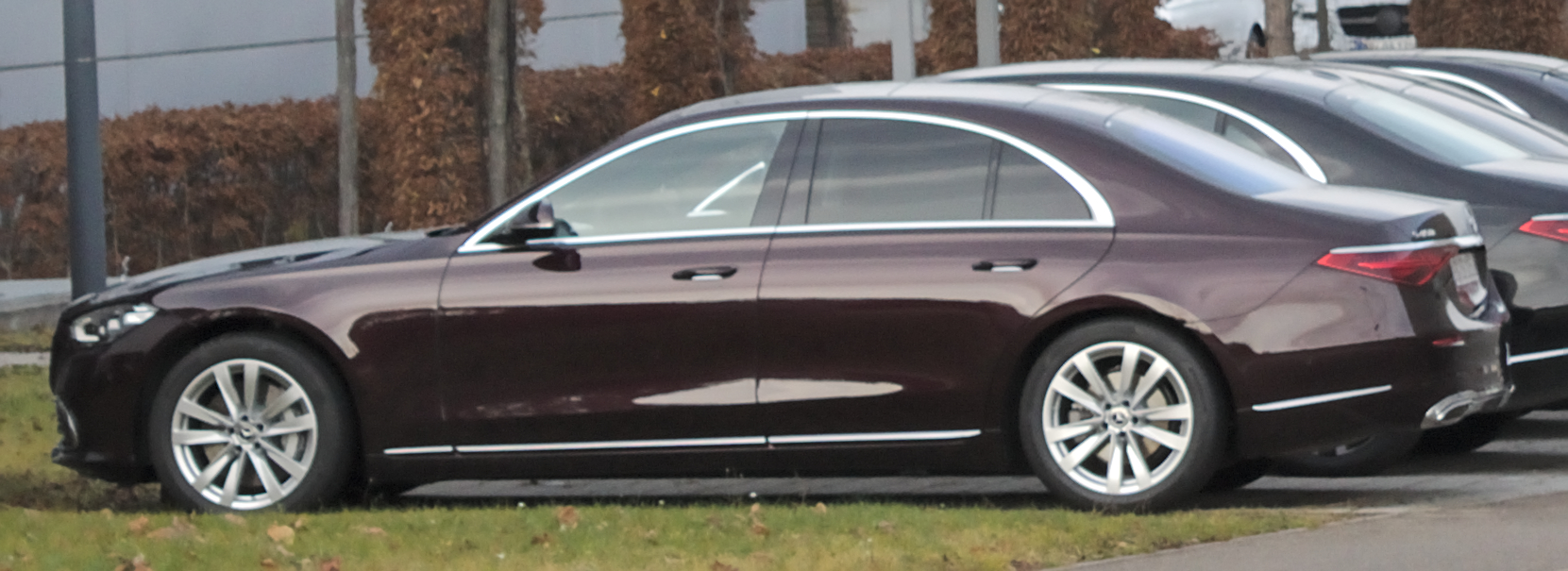
Vue latérale de la W223 dans une configuration standard (wheelbase length and with, grip door handles).

### Assistance de conduite
Le véhicule est équipé de divers systèmes d'assistance. Les systèmes d'assistances à la conduite incluent pour la conduite :
- DISTRONIC (réglage de la vitesse en fonction du trafic mais pas des priorité) ;
- Fonction fin de file, pour réduire la vitesse avant d'arriver sur un embouteillage ;
- Assistant de limitation de vitesse actif, de type Adaptation intelligente de la vitesse ;
- Assistant d'embouteillage actif, pour gérer les embouteillages jusqu'à 60 km/h ;
- Assistant de direction actif ;
- Assistant au changement de voie actif ;
- Fonction de couloir de secours, pour créer un couloir de sécurité ;
- Assistant au freinage d'urgence actif ;
- Assistant de signalisation routière, reconnaissance de la signalisaiton routière (en).

Les systèmes d'assistance au stationnement incluent :
- Assistant au stationnement actif PARKTRONIC ;
- Assistant au stationnement à distance, pour les parkings équipés d'AVP.

Les systèmes d'assistance lumineuse incluent :
- Phares MULTIBEAM LED ;
- Assistant de feux de route adaptatif Plus ;
- DIGITAL LIGHT, pour illuminer les panneaux de signalisation et les projeter sur la route.

Les systèmes d'assistances à la conduite incluent l'évitement de collision :
- Assistant de freinage actif ;
- Assistant de carrefour ;
- Fonction de freinage d'urgence en cas de file ;
- Assistant directionnel pour les manœuvres d'évitement ;
- Assistant anti-dévoiement actif ;
- Assistant d'angle mort actif ;
- Fonction d'avertissement à la sortie du véhicule ;
- PRE-SAFE PLUS ;
- PRE-SAFE ;
- PRE-SAFE Sound ;
- PRE-SAFE Impulse Side ;
- Communication Car-to-X de type véhicule connecté[9].

### Conduite autonome

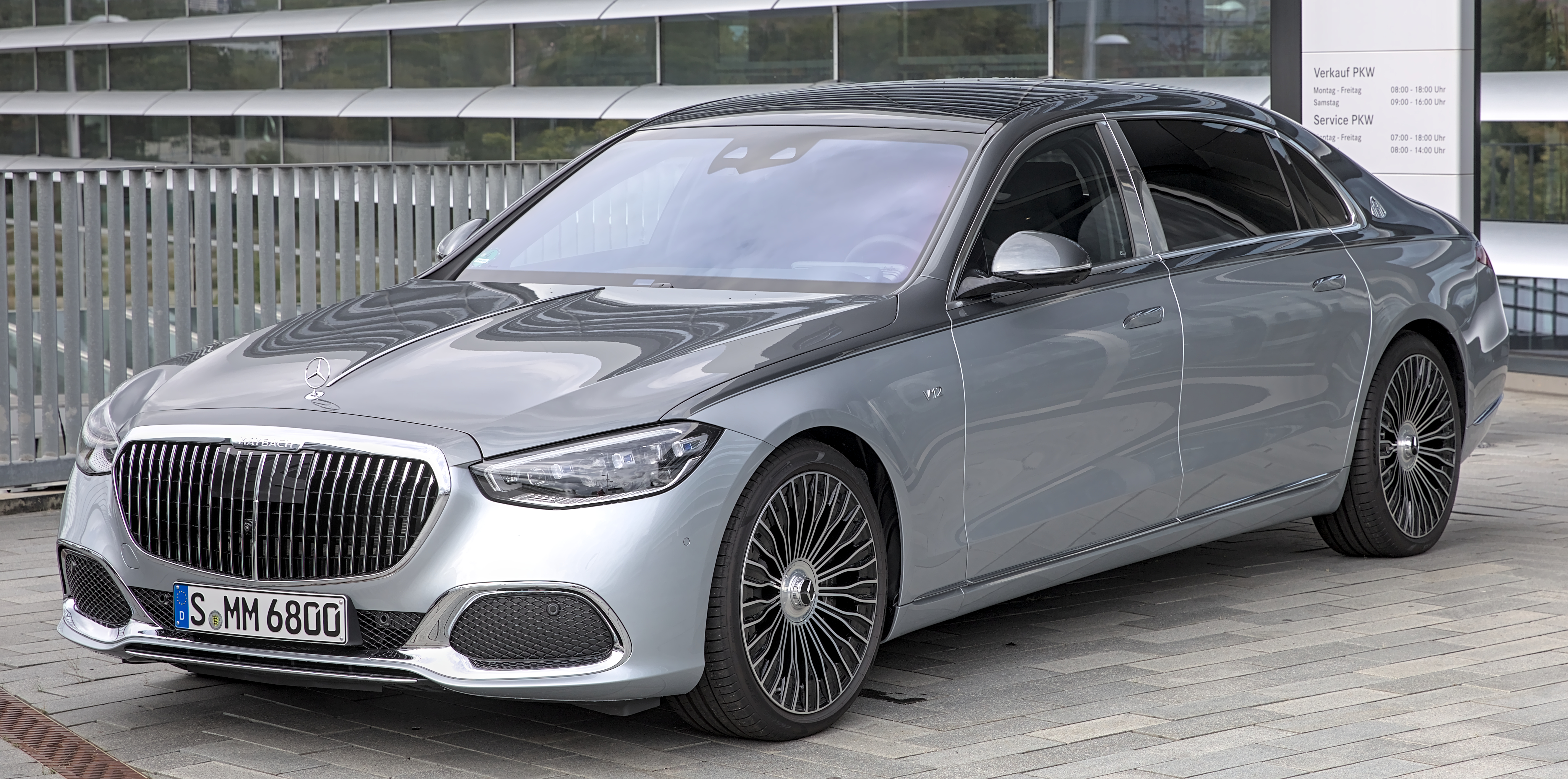
Mercedes-Maybach classe S680.

Selon les prévisions du fabricant, la classe S doit être la première voiture autonome à rouler sur les routes d'Allemagne et du Royaume-Uni en 2021.
Elle doit être doté de deux fonctions autonomes :
- le système automatisé de maintien de trajectoire sur autoroute, considéré comme de niveau 3 (conduite automatisée conditionnelle) ;
- le valet de stationnement considéré comme de niveau 4 ou 5 (stationnement hautement automatisé)[10].

Elle est dotée d'une commande vocale à chaque siège, et est capable des gérer des changements de files.
À partir du second semestre 2021 (ou du premier semestre 2022) la Classe S devrait être le premier véhicule produit en série à pouvoir rouler dans les embouteillages sur l'autoroute selon le niveau d'autonomie 3. En cas d'accident, la responsabilité du constructeur et non du conducteur serait engagée. Le système devrait fonctionner jusqu'à une vitesse de 60 km/h. Un règlement de la CEE-ONU n'autorise pas des vitesses plus élevées. 
À l'aéroport de Stuttgart, APCOA, en collaboration avec Bosch et Daimler, a équipé le parking à plusieurs étages P6 de telle sorte que ce que l'on appelle un « service de voiturier automatisé » soit possible. Le chauffeur peut réserver une place de parking à l'avance avec une application et remettre le véhicule dans une zone de transfert directement derrière la barrière d'entrée et quitter le parking. Le véhicule trouvera alors la place de parking de manière entièrement automatique. Au retour du chauffeur, le véhicule se rend automatiquement dans la zone de transfert lorsqu'il est appelé par smartphone. La série 223 est le premier véhicule dans lequel le "service de voiturier automatisé" est rendu possible moyennant un supplément.
Mercedes-Benz lance une voiture dotée d'une fonction Drive Pilot de niveau 3 capable d'opérer sans les mains sur les routes jusqu'à des limitations de vitesse de 80 mph (soit environ 129 km/h).

### Sécurité
En matière de sécurité, le véhicule est équipé d'Airbag à l'arrière et entre les deux sièges avant.